# 日間演奏會散場時
《日間演奏會散場時》（日语：マチネの終わりに），改編自第2回渡邊淳一文學賞的同名小說《マチネの終わりに》，作者是有「三島由紀夫再世」之譽的芥川賞作家平野啓一郎。講述著6年間，僅三次會面之緣的天才古典吉他演奏家與女記者之間的愛情故事。為了這部電影，福山雅治還特地求教日本古典吉他大師福田進一，苦練三個月的古典吉他，最後更親自演奏電影的主題曲<幸福の硬貨>。

## 劇情大綱
洋子與友人一同參加聰史的吉他演奏會，並因友人的關係，在演奏結束的休息室前，結識了聰史。
交談中得知，洋子已有婚約，且是知名導演耶魯柯索里奇的繼女，聰史表示，自己就是因為耶魯柯所導演的那部《幸福的硬幣》才愛上吉他，洋子則表示，在20年前的紐約，聰史首次出道的演奏會上，自己就現場聽過聰史演奏過《幸福的硬幣》的主題曲。
慶功宴的聚餐上，聰史談笑風生，但其實眼光一直落在洋子上。二人私下交談時，雖有經紀人介入而打斷，但聰史一番「未來能夠改變過去…過去因未來而改變…過去是相當微妙而易於感知…」的言論，深深觸動洋子的內心。
次日，洋子返回巴黎，而聰史亦表示因感到迷罔，故欲終止拉下來所有的錄音及演奏。電視新聞上播出巴黎遭受恐怖份子的炸彈攻擊事件，蒔野發出多封關心電郵，但均未獲得回訊。
洋子採訪結束回辦公室時突遇炸彈攻擊，雖因受困電梯逃過一刧，卻也患了創傷後遺症。在家休養時，和聰史聯繫上，聰史表示三個月後他將去馬德里演出，到時候可以順道去巴黎碰面。見面時，聰史向洋子表白，希望洋子能一直陪在他身邊，洋子聲明她即將結婚，聰史則表示他知道，所以前來阻止。洋子說她需要一點時間。
聰史在舞台上演奏失常，會後去找洋子，告知在面對年輕一輩的天才吉他手，因看不到自己的未來而感到害怕。
洋子因與其未婚夫沒有心靈上的共鳴而分手，回國時，聰史本欲前去接機，但臨時接到老師病危的消息而趕往醫院，由於匆忙間將手機遺落在計程車上，委請經紀人去車行尋回。經紀人其實早已愛慕聰史多年，藉此機會，用聰史手機發了一則分手簡訊給洋子，同時向聰史謊稱手機掉入水中故障，並在聰史的替用手機上輸入假的洋子手機號碼，致二人相互聯絡不上而錯過。這個誤會，讓洋子決定停止二人的關係。
時間來到4年後。蒔野已與經紀人結婚，並在過逝的老師的遺言鼓勵下重拾吉他。洋子在與原本的未婚夫Richard結婚後搬到紐約生活。惟Richard心中那道裂痕始終存在，二人最終決定離婚。
在聰史的復出演奏會前，深深自責的經紀人向洋子及聰史道歉，坦承當年是她一手造成二人分開，並要聰史不要顧慮她，去做他想做的事。
演奏會相當成功，會後，聰史與洋子二人於公園隔著水池微笑相視，然後走向彼此……

## 主要角色
| 演員       | 角色名稱   | 備註               |
| ---------- | ---------- | ------------------ |
| 福山雅治   | 蒔野聰史   | 古典吉他天才演奏家 |
| 石田百合子 | 小峰洋子   | 法國RFP通訊社記者  |
| 櫻井由紀   | 三谷早苗   | 聰史的經紀人       |
| 板谷由夏   | 是永慶子   | 洋子友人           |
| 伊勢谷友介 | Richard    | 洋子的未婚夫       |
| 古谷一行   | 祖父江誠一 | 聰史的吉他老師     |
| 木南晴夏   | 中村奏     | 祖父江之女         |
| 風吹淳     | 小峰信子   | 洋子之母           |

## 外部連結
- 互联网电影数据库（IMDb）上《日間演奏會散場時》的资料（英文）

1. ↑  [:https://www.boxofficemojo.com/title/tt10423120/ ] 请检查|url=值 (帮助).   [2021-11-21]. （原始内容存档于2021-11-21）.
2. ↑  .   [2021-11-21]. （原始内容存档于2021-11-21）.